# غراس فالي
غراس فالي (بالإنجليزية: Grass Valley, Oregon)‏ هي مدينة تقع في مقاطعة شيرمان، أوريغون بولاية أوريغون في الولايات المتحدة. تبلغ مساحة هذه المدينة 1.32 (كم²)، وترتفع عن سطح البحر 687.9 م، بلغ عدد سكانها 164 نسمة في عام 2010 حسب إحصاء مكتب تعداد الولايات المتحدة.

## تاريخ الناشئة
تأسست عام 1878 ربما كان المستوطنون الأوائل الذين رأوا مقاطعة شيرمان أعضاء في حزب لويس وكلارك. لم يعير لويس وكلارك ولا أي من الآخرين الذين رأوا مقاطعة شيرمان الكثير من الاهتمام. كان من الصعب رؤية الغزلان في العشب الطويل ويمكن بسهولة اكتشاف الصيادين الذين يفضلون المزيد من المناطق المشجرة لملاحقة أهدافهم. من بين الآلاف من مسافري أوريغون تريل الذين أتوا غربًا في أربعينيات وخمسينيات القرن التاسع عشر، لم يتوقف أحد لأكثر من بضعة أيام من الراحة. كانت رؤية نهر ويلاميت بأشجار التنوب الطويلة والمروج في أعينهم، وواصلوا المضي قدمًا.
عندما وضع صموئيل بارلو علامة على مسار بارلو عبر جبال كاسكيد في عام 1845، لم يمض وقت طويل قبل أن يتم إنشاء اختصار للقاء هذا المسار في وادي تايغ. لقد أوقفت مسار أوريغون في أعلى التل غرب نهر جون داي، واتجهت إلى الجنوب الغربي ودخلت وادي جراس فالي. بقي في هذا الوادي بعد رأس الوادي حيث نما عشب الجاودار الطويل وحيث تم إنشاء مدينة جراس فالي.
حدث استيطان غراس فالي ببطء، أولاً مع إنشاء عدد قليل من مزارع الماشية. وفي غضون سنوات قليلة، وصل المستوطنون إلى مقاطعة شيرمان وحرثوا العشب الذي تعتمد عليه الماشية لإفساح المجال أمام حقول القمح الخاصة بهم. تأسست Grass Valley في عام 1878 عندما استقر الدكتور تشارلز آر رولينز، وهو طبيب من نيو هامبشاير، مع مجموعة صغيرة من المستوطنين. كان من السهل على الدكتور رولينز اختيار اسم لموقعه الجديد، حيث نما عشب الجاودار في التربة القلوية. قام رولينز ببناء فندق كبير من طابقين يضم عيادة كان يصف فيها الأدوية ويبيعها.
لقد اختفى فندق دكتور رولينز منذ فترة طويلة، ولكن يمكن للعديد من العائلات الزراعية المحلية أن ترجع جذورها إلى أصحاب المنازل الصامدين الذين راهنوا بمطالباتهم على هذه الأرض منذ فترة طويلة. يمكن رؤية الدليل على العمل الشاق الذي قام به هؤلاء المستوطنون كل صيف في الأفدنة الممتدة من القمح الذهبي التي تحيط بهذه المدينة التاريخية.

## التركيبة السكانية
قام مكتب تعداد الولايات المتحدة بتحديد بيانات التركيبة السكانية لغراس فاليفي تعداد الولايات المتحدة. في ما يلي، التركيبة السكانية حسب تعدادي 2000 و2010.

### تعداد عام 2000
بلغ عدد سكان غراس فالي 171 نسمة بحسب تعداد عام 2000، وبلغ عدد الأسر 75 أسرة وعدد العائلات 47 عائلة مقيمة في المدينة. في حين سجلت الكثافة السكانية 335.3 نسمة لكل ميل مربع (129.5/كم2). وبلغ عدد الوحدات السكنية 93 وحدة بمتوسط كثافة قدره 175.9 نسمة لكل ميل مربع (67.9/كم2).
وتوزع التركيب العرقي للمدينة بنسبة 95.32% من البيض و 2.34% من الأمريكيين الأصليين و 1.17% من الأمريكيين ذوي الأصول الآسيوية و 1.17% من عرقين مختلطين أو أكثر.
بلغ عدد الأسر 75 أسرة كانت نسبة 26.7% منها لديها أطفال تحت سن الثامنة عشر تعيش معهم، وبلغت نسبة الأزواج القاطنين مع بعضهم البعض 49.3% من أصل المجموع الكلي للأسر، ونسبة 12.0% من الأسر كان لديها معيلات من الإناث دون وجود شريك، وكانت نسبة 37.3% من غير العائلات. تألفت نسبة 34.7% من أصل جميع الأسر من أفراد ونسبة 22.7% كانوا يعيش معهم شخص وحيد يبلغ من العمر 65 عاماً فما فوق. وبلغ متوسط حجم الأسرة المعيشية 2.96، أما متوسط حجم العائلات فبلغ 2.28.
بلغ العمر الوسطي للسكان 44 عاماً. وكانت نسبة 24.0% من القاطنين تحت سن الثامنة عشر، وكانت نسبة 5.8% بين الثامنة عشر والأربعة وعشرون عاماً، ونسبة 22.2% كانت واقعةً في الفئة العمرية ما بين الخامسة والعشرون حتى والأربعة وأربعون عاماً، ونسبة 21.6% كانت ما بين الخامسة والأربعون حتى الرابعة والستون، ونسبة 26.3% كانت ضمن فئة الخامسة والستون عاماً فما فوق. يوجد لكل 100 أنثى 87.9 ذكر، ويوجد لكل 100 أنثى في الثامنة عشر من عمرها فما فوق 80.6 ذكر.
بلغ متوسط دخل الأسرة في المدينة 25,417 دولار، أما متوسط دخل العائلة فبلغ 31,250 دولار. وكان متوسط دخل الذكور 41,250 دولار مقابل 30,417 دولار للإناث. وسجل دخل الفرد الخاص بالمدينة 13,843 دولار. وكانت نسبة 6.0% من العائلات ونسبة 13.6% من السكان تحت خط الفقر، وكان من هؤلاء نسبة 31.0% تحت سن الثامنة عشر ونسبة 9.5% في الخامسة والستين من العمر وما فوق.

### تعداد عام 2010
بلغ عدد سكان غراس فالي 164 نسمة بحسب تعداد عام 2010، وبلغ عدد الأسر 74 أسرة وعدد العائلات 47 عائلة مقيمة في المدينة. في حين سجلت الكثافة السكانية 321.6 نسمة لكل ميل مربع (124.2/كم2). وبلغ عدد الوحدات السكنية 92 وحدة بمتوسط كثافة قدره 180.4 لكل ميل مربع (69.7/كم2).
وتوزع التركيب العرقي للمدينة بنسبة 97.0% من البيض و 0.6% من الأمريكيين الأصليين و 1.8% من عرقين مختلطين أو أكثر.
بلغ عدد الأسر 74 أسرة كانت نسبة 23.0% منها لديها أطفال تحت سن الثامنة عشر تعيش معهم، وبلغت نسبة الأزواج القاطنين مع بعضهم البعض 47.3% من أصل المجموع الكلي للأسر، ونسبة 14.9% من الأسر كان لديها معيلات من الإناث دون وجود شريك، بينما كانت نسبة 1.4% من الأسر لديها معيلون من الذكور دون وجود شريكة وكانت نسبة 36.5% من غير العائلات. تألفت نسبة 29.7% من أصل جميع الأسر من أفراد ونسبة 20.3% كانوا يعيش معهم شخص وحيد يبلغ من العمر 65 عاماً فما فوق. وبلغ متوسط حجم الأسرة المعيشية 2.74، أما متوسط حجم العائلات فبلغ 2.22.
بلغ العمر الوسطي للسكان 52 عاماً. وكانت نسبة 21.3% من القاطنين تحت سن الثامنة عشر، وكانت نسبة 2.4% بين الثامنة عشر والأربعة وعشرون عاماً، ونسبة 18.2% كانت واقعةً في الفئة العمرية ما بين الخامسة والعشرون حتى والأربعة وأربعون عاماً، ونسبة 29.3% كانت ما بين الخامسة والأربعون حتى الرابعة والستون، ونسبة 28.7% كانت ضمن فئة الخامسة والستون عاماً فما فوق. وتوزع التركيب الجنسي للسكان بنسبة 45.7% ذكور و54.3% إناث.

## وصلات خارجية
- The US50 - Cities and Towns in Oregon State